# Vers syllabique
Le vers syllabique est une forme poétique ayant un nombre fixe ou contraint de syllabes par ligne. En revanche, accentuation et ton, présents dans des poèmes en langue à accentuation, ne jouent qu'un rôle secondaire voire absent. Il est répandu dans les langues à syllabe, comme le français ou le finnois, par opposition aux langues à accentuation, comme l'anglais, dans lesquelles les vers accentués et les vers accentués syllabiques sont plus courants.

## Présentation
Plusieurs langues européennes ont des traditions de vers syllabiques, notamment l'italien, l'espagnol, le français et les langues baltes et slaves. Ces traditions imprègnent souvent les vers folkloriques et littéraires, et évoluent pendant des centaines ou des milliers d'années. La tradition métrique est plus ancienne que les langues, dans la mesure où elle descend du proto-indo-européen.
Il est souvent sous-entendu sans fondement que l'accentuation des mots ne joue aucun rôle dans la prosodie syllabique de ces langues, dans la mesure où elles admettent des accents beaucoup plus faibles qu'en anglais ou qu'en allemand. Dans ces langues, le vers syllabique suit ce schéma : 
1. Longueur de vers : Le vers se définit par le nombre de syllabes qu'il contient.
2. Longueur de l'hémistiche : Les vers de taille moyenne ou longue se divisent en parties nommées hémistiches ; chaque hémistiche contient un nombre spécifique de syllabes et se termine par une limite de mot (ainsi, l'hémistiche ne peut pas se terminer au milieu d'un mot).
3. Marqueurs de l'hémistiche : Les extrémités des hémistiches sont marquées et contrastées par un accent obligatoire : une position de syllabe spécifique près de la fin de chaque hémistiche doit être remplie par une syllabe accentuée, et cette position diffère typiquement entre le premier et le deuxième hémistiche, de sorte qu'ils sont distinctement audibles.
4. Renforcement des marqueurs : Souvent, les syllabes juste avant ou juste après les accents obligatoires sont obligatoirement non accentués, ce qui renforce, par contraste, l'accent tonique.
5. Autre structure : D'autres règles peuvent être imposées, telles que des contraintes de limites de mots supplémentaires sur certaines positions syllabiques, ou des tolérances pour les syllabes extramétriques ; et une autre structure interlinéaire peut être présente (comme la rime et la strophe).

D'un point de vue linguistique, les exceptions les plus significatives à ce modèle se rencontrent dans les vers lettons, lituaniens et serbes qui, au lieu d'accentuer, conservent des marqueurs quantitatifs plus anciens ; ainsi, aux extrémités des hémistiches, ils emploient des syllabes longues ou courtes, au lieu de syllabes accentuées ou non accentuées.
Des différences (dans la longueur du vers, de l'hémistiche...) expliquent les déclinaisons variées de ce modèle et l'impossibilité de calquer un modèle d'une langue vers une autre.

### Perception du nombre de syllabes
Dans la mesure où il est possible de saisir mentalement un nombre de syllabes sans les compter, et où cette capacité est estimée pour un nombre inférieur à neuf les hémistiches comportent souvent de quatre à huit syllabes, et sont séparés entre eux par la rime et l'accent.

## En anglais
Le vers syllabique en anglais est distinct de celui de la plupart des autres langues.
D'un point de vue historique, les écritures syllabiques anglaises sont des inventions de poètes lettrés, principalement du vingtième siècle. D'un point de vue structurel, les caractéristiques d'autres vers syllabiques ne se retrouvent pas en anglais, excepté la rime, qui n'apparait pas toujours : ainsi, les marqueurs et les hémistiches ne sont pas employés, y compris pour de longs vers. D'un point de vue de la perception, « il est très douteux que des vers qui ont pour seule règle un même nombre de syllabes soient perçus comme vers... De plus, en l'absence de la notion de mètre en tant que motif, on peut se demander si le vers syllabique est « métrique ». En anglais, la difficulté de percevoir des vers isosyllabiques, même brefs, est d'autant plus grande que des syllabes sont accentuées.
En anglais, les syllabes non accentuées, plus faibles que les syllabes accentuées, voient leur voyelles se réduire et se prononcer différemment, comme un schwa. De plus, les voyelles accentuées apparaissent souvent à des laps de temps réguliers . Ainsi, les modèles conventionnels de vers accentué ou accentué-syllabique sont perçus comme rythmés. À l'inverse, pour l'auditeur anglophone, le vers syllabique diffère peu du vers libre.
C'est pourquoi ce type de vers s'adresse davantage à un lecteur qu'à un auditeur.
Plusieurs poètes de langue anglaise dans la tradition moderniste expérimentent le vers syllabique, comme Marianne Moore, Dylan Thomas, Louis Zukofsky, Kenneth Rexroth et Thom Gunn. Certains poètes plus traditionnels emploient aussi ce type de vers, notamment Elizabeth Daryush et Robert Bridges dont Testament of Beauty est le plus long poème syllabique en anglais.

### Exemples
In my Craft of Sullen Art, poème de Dylan Thomas, constitue un exemple de vers syllabique : chaque vers compte sept syllabes, à l'exception du dernier, mais pas d'accentuation régulière.
In my craft or sullen art
Exercised in the still night
When only the moon rages
And the lovers lie abed
With all their griefs in their arms,
I labour by singing light
Not for ambition or bread
Or the strut and trade of charms
On the ivory stages
But for the common wages
Of their most secret heart.

La poésie syllabique peut aussi prendre une forme strophique :dans le poème de Marianne Moore « No Swan So Fine », les vers correspondants de chaque strophe ont le même nombre de syllabes. Il comprend deux strophes, chacune avec des vers de 7, 8, 6, 8, 8, 5 et 9 syllabes respectivement. Comme dans le vers accentué-syllabique, les syllabes se comptent avec flexibilité. Par exemple, les syllabes avec des glissements y ou w peuvent compter pour une ou deux syllabes selon la préférence du poète. Moore compte ainsi "Dahlias" pour deux syllabes et "flowers" pour une seule.
Parce que ces lignes sont plus longues, irrégulières et fréquemment enjambées ("as the / dead foutains"), la symétrie des vers syllabiques n'est pas censée être audible. L'emploi de la rime de fin par Moore est révélateur. Seuls deux vers de chaque strophe sont rimés.
Elizabeth Daryush, connue pour son utilisation des vers syllabiques, écrit notamment « Accentedal », poème en vers syllabiques sous forme de quaternion (poème dont le thème est divisé en quatre).

## En français
Contrairement à l'anglais, la langue française moderne et contemporaine n'a pas de système d'accentuation important. C'est donc souvent le nombre de syllabes qui détermine le vers. Les longueurs métriques les plus courantes sont l'octosyllabe, le décasyllabe et l'alexandrin.
Il existe des règles spécifiques de métrique en français. Un e muet compte comme une syllabe devant une consonne, mais pas devant une voyelle (h aspiré comptant comme une consonne). Lorsqu'il tombe en fin de ligne, le "e" muet est hypermétrique (en dehors du nombre de syllabes).

## En polonais
Le vers syllabique polonais est similaire au vers français. Les longueurs les plus courantes sont treize syllabes (« trzynastozgłoskowiec » ou alexandrin polonais), onze syllabes (« jedenastozgłoskowiec ») et huit syllabes (« ośmiozgłoskowiec »). Les règles du vers polonais sont établies au XVIe siècle : les poésies italienne, latine et française influencent la métrique polonaise. Les formes italiennes (comme l'ottava rima) sont écrites en Pologne sur des vers de onze syllabes. Le vers accentué est introduit dans la littérature polonaise à la fin du XVIIIe siècle, mais n'a jamais remplacé les mètres syllabiques traditionnels. Au 21e siècle, les vers de 9 syllabes, iambiques ou choriambiques, sont populaires.